# Pioneer 9
Pioneer 9, bezpilotní sonda z roku 1968 organizace NASA z USA určená k průzkumu meziplanetárního prostoru. Celý projekt programu Pioneer připravila Jet Propulsion Laboratory (JPL) v Pasadeně u Los Angeles. Označení dle katalogu COSPAR dostala 1968-100A.

## Program
Program mise byl obdobný, jako let předchozích sond Pioneer 5–8, tedy průzkum meziplanetárního prostoru. Opět bylo na programu měření částic a magnetických polí. Protože každá z uvedených čtyř sond působila v jiném prostoru, výsledky měření přinesly zajímavá srovnání. Podobný výzkum prováděly o pár let později vyslané sondy Helios 1 a Helios 2.

## Konstrukce sondy
Sondu postavila firma TRW z USA na objednávku NASA, byla identická se sondou Pioneer 8. Její hmotnost byla necelých 66 kg. Nese osm měřících přístrojů: magnetometr, detektor slunečního plazmatu, měřicí přístroje hustoty elektronů v prostoru mezi sondou a Zemí, kosmického záření, kosmického prachu, elektrického pole.

## Průběh letu
S pomocí rakety Delta DSV 3E1 (Cospar 1968–100B) odstartovala sonda z rampy na kosmodromu Eastern Test Range na Floridě dne 8. listopadu 1968. Brzy poté se dostala na požadovanou oběžnou dráhu ve vzdálenosti 113–148 milionů km od Slunce, tedy mezi drahami Země a Venuše. Oběžná doba byla 298 dní. Sonda předávala na Zem požadované údaje až do roku 1983, kdy ukončila vysílání.